# Барруа, Шарль-Эжен
Шарль-Эжен Барруа (фр. Charles Barrois; 21 апреля 1851, Лилль — 5 ноября 1939, Sainte-Geneviève-en-Caux, Приморская Сена) — профессор геологии и палеонтологии в Лилле.
Автор многочисленных работ по геологии и стратиграфии Франции, главным образом северо-западной её части. Они напечатаны в «Annales de la Soc. géol. du Nord», «Bull. de la Soc. géol. de la France» и в «Comptes rendus» Парижской академии. Ему же принадлежит обработка 18 листов геологической карты Франции.

## Биография
Родился 21 апреля 1851 года в семейном замке в окрестностях города Лилля.
Вместе с братом Жюлем получили начальное образование в колледже иезуитов, затем продолжили обучение в университете Лилля. После его окончания в 1871 году, Шарль получил должность ассистента естественного факультета. С 1878 года он читал лекции по естественной истории, получив должность доцента в 1888 году. В 1902 году сменил Жюля Госселе в должности профессора геологии этого университета.
Член Парижской академии наук (1904).
Иностранный член-корреспондент Петербургской академии наук c 13.12.1897 года по физико-математическому отделению (физическому разряду). Почётный член Академии наук СССР c 01.02.1930 года Иностранный член Национальной академии наук США (1908), Лондонского королевского общества (1913). Член Папской академии наук (1936)